# American League
De American League is een van de twee leagues die samen de Major League Baseball vormen. De league wordt ook wel the Junior Circuit genoemd, omdat de league pas 25 jaar na de National League (andere League van de MLB) gevormd werd. De American League heeft 68 van de 119 (tot en met 2023) gespeelde World Series gewonnen.

## Huidige Teams

### American League Oost
- Baltimore Orioles
- Boston Red Sox
- New York Yankees
- Tampa Bay Rays
- Toronto Blue Jays

### American League Centraal
- Chicago White Sox
- Cleveland Indians
- Detroit Tigers
- Kansas City Royals
- Minnesota Twins

### American League West
- Los Angeles Angels
- Oakland Athletics
- Seattle Mariners
- Texas Rangers
- Houston Astros

American League:

Oostdivisie:
Baltimore Orioles ·
Boston Red Sox ·
New York Yankees ·
Tampa Bay Rays ·
Toronto Blue Jays

Centrumdivisie:
Chicago White Sox ·
Cleveland Guardians ·
Detroit Tigers ·
Kansas City Royals ·
Minnesota Twins

Westdivisie:
Houston Astros ·
Los Angeles Angels ·
Oakland Athletics ·
Seattle Mariners ·
Texas Rangers
National League:

Oostdivisie:
Atlanta Braves ·
Miami Marlins ·
New York Mets ·
Philadelphia Phillies ·
Washington Nationals

Centrumdivisie:
Chicago Cubs ·
Cincinnati Reds ·
Milwaukee Brewers ·
Pittsburgh Pirates ·
St. Louis Cardinals

Westdivisie:
Arizona Diamondbacks ·
Colorado Rockies ·
Los Angeles Dodgers ·
San Diego Padres ·
San Francisco Giants
World Series · Major League Baseball All-Star Game